# هونور فيل
هونور فيل (بالإنجليزية: Honor Fell)‏ (ولدت 22 مايو 1900 - 22 أبريل 1986) كانت عالمة بريطانية وعالمة حيوان. ولها مُساهمات عديدة في تطوير الاساليب التجريبية في زراعة الأعضاء وزراعة الأنسجة وفي علم الأحياء الخلوي.